# کارخانه چرم‌سازی خسروی
کارخانه چرم‌سازی یا کارخانهٔ چرم‌سازی خسروی مربوط به اوایل دوره پهلوی اول است و در تبریز، تقاطع خیابان شریعتی جنوبی و آزادی واقع شده و این اثر در تاریخ ۱۶ مهر ۱۳۷۹ با شمارهٔ ثبت ۲۷۹۱ به‌عنوان یکی از آثار ملی ایران به ثبت رسیده‌است.

## دانشگاه هنر اسلامی
مجموعهٔ پردیس دانشگاه هنر اسلامی تبریز در محل این کارخانه قرار گرفته‌است؛ مساحت این مجموعه ۳۶٬۰۰۰ متر مربع شامل ۸ ساختمان سه‌طبقه و یک طبقه است. مرمت مجموعهٔ پردیس و تغییر کاربری آن از کارخانه به دانشگاه از سال ۱۳۷۶ خورشیدی شروع شده و در همین راستا ساختمان‌های فرسوده به آمفی‌تئاتر، ساختمان اداری، سالن ورزشی، سلف سرویس و کتابخانه تغییرکاربری داده‌اند؛ همچنین توربین‌ها و ژنراتورهایی که در بخش تأسیسات کارخانهٔ چرم‌سازی باقی‌مانده‌اند، مرمت و بازسازی شده و به‌عنوان موزهٔ صنعتی مورد استفاده قرار خواهند گرفت.

## نگارخانه

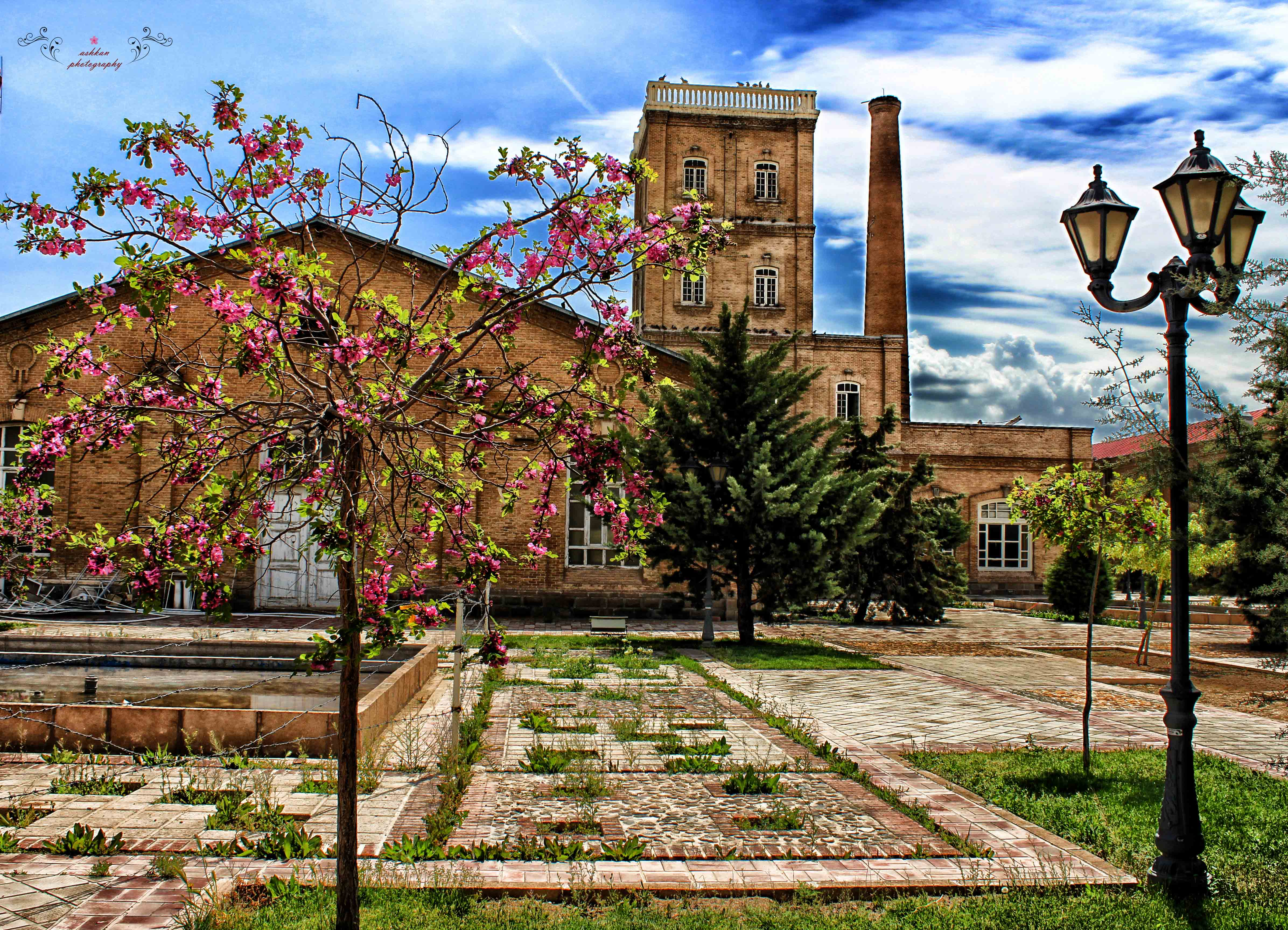
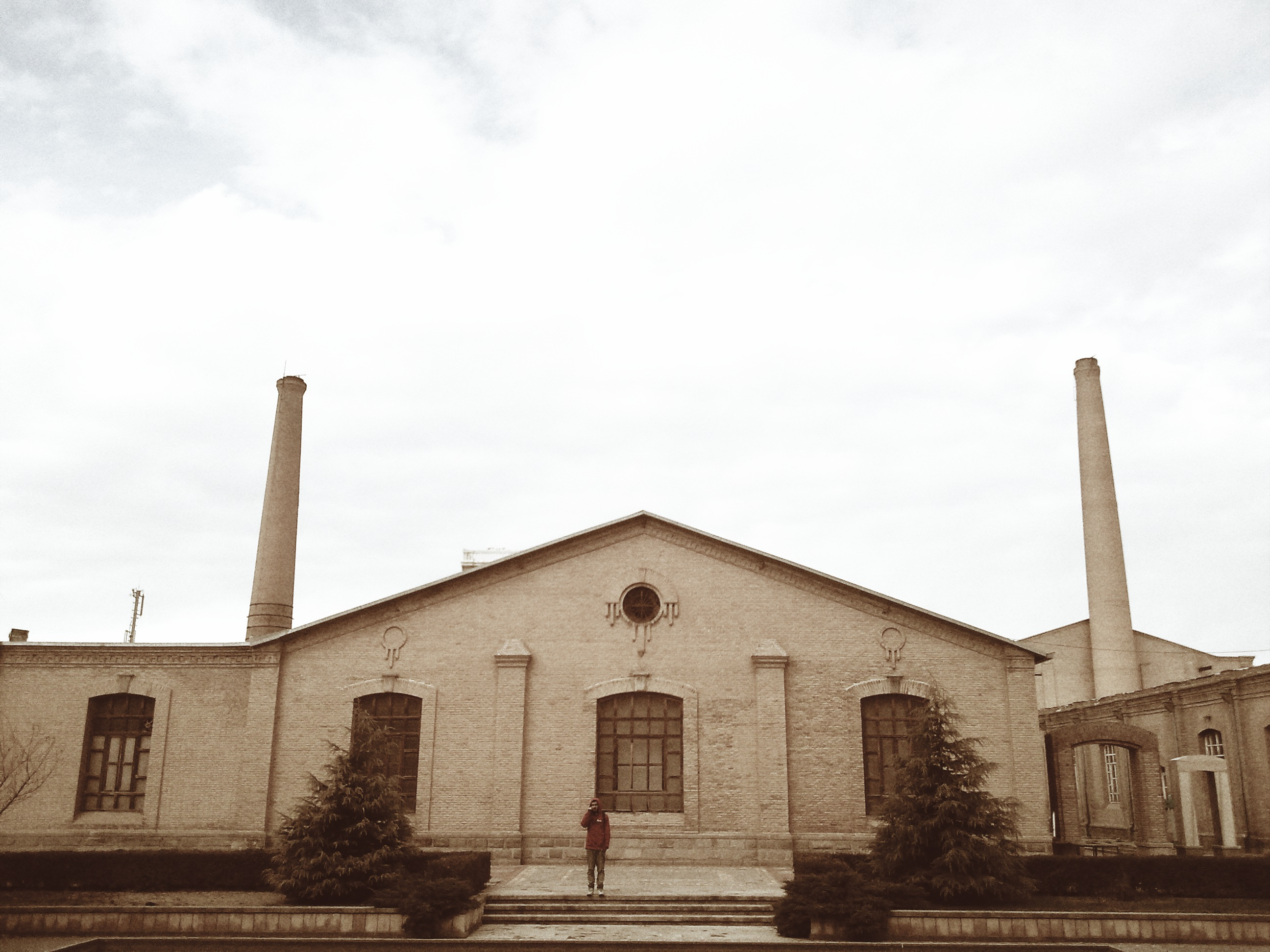
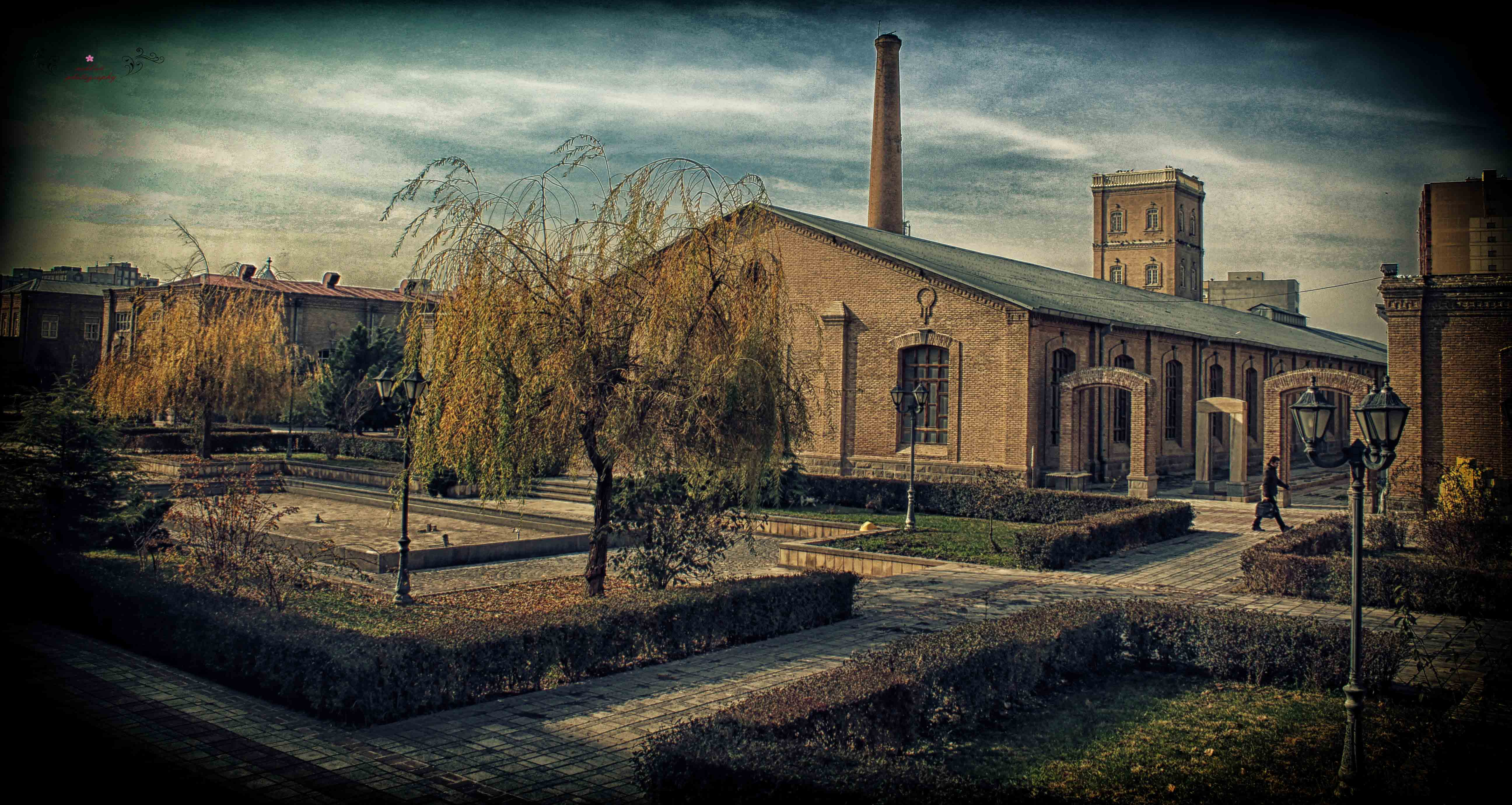
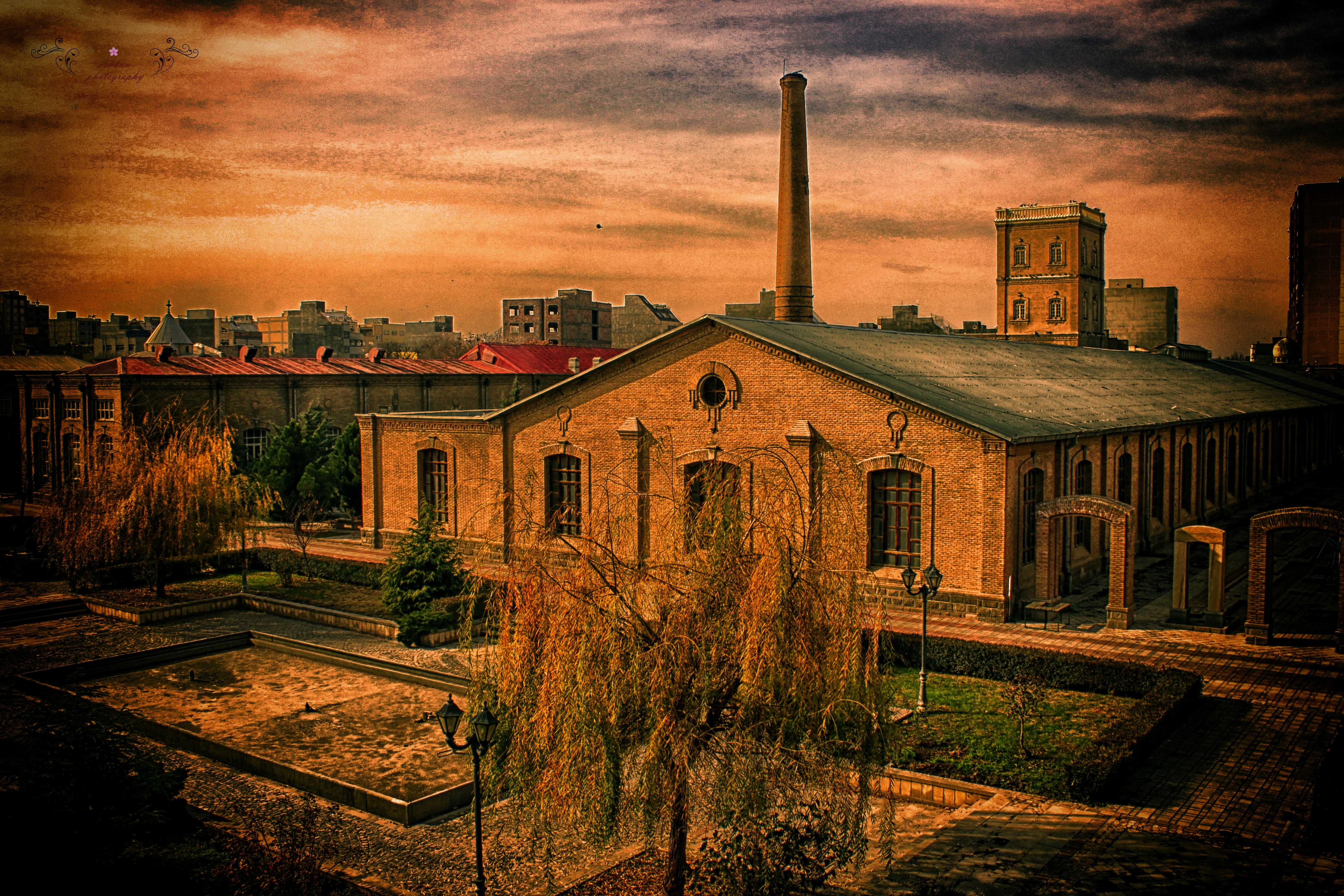
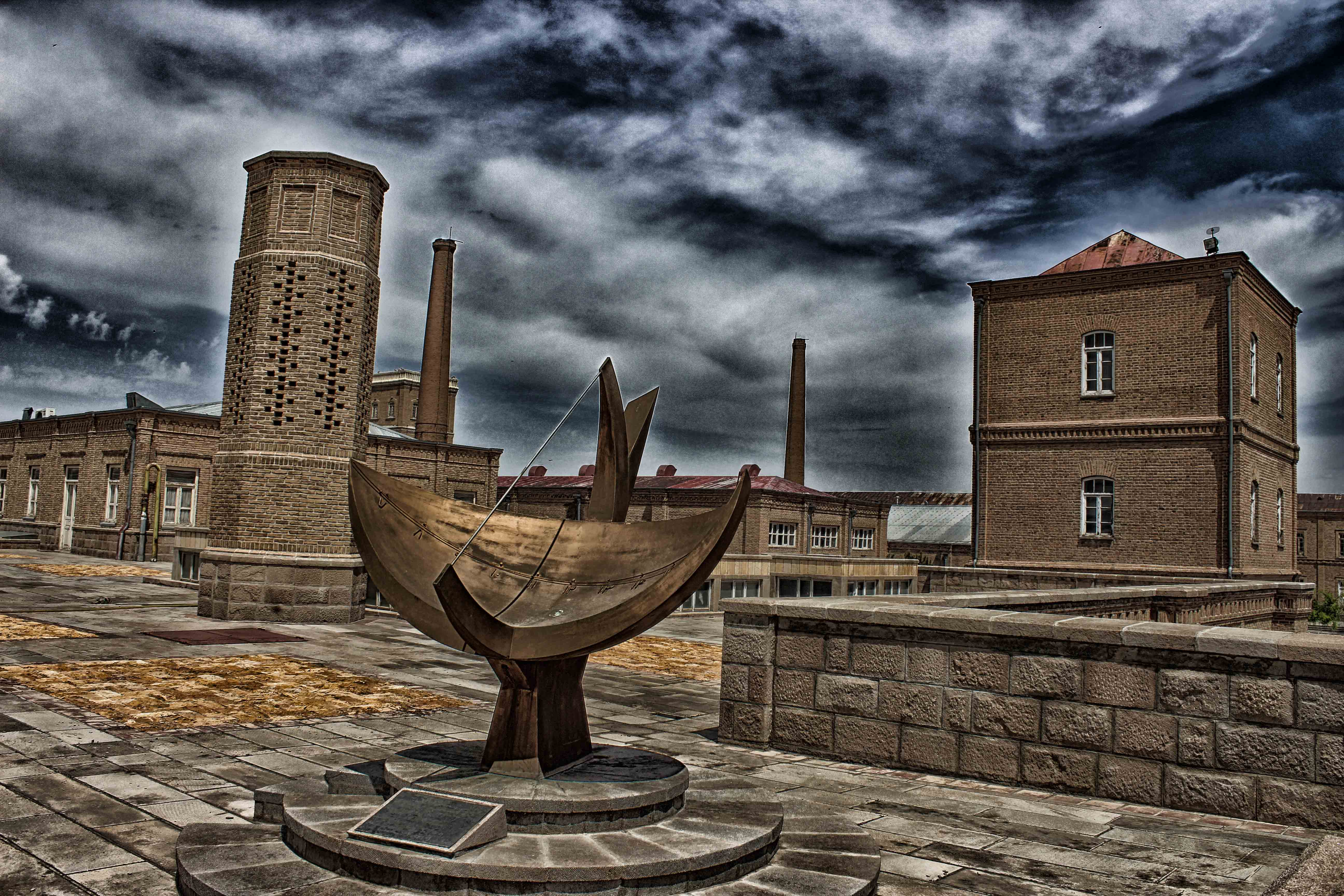
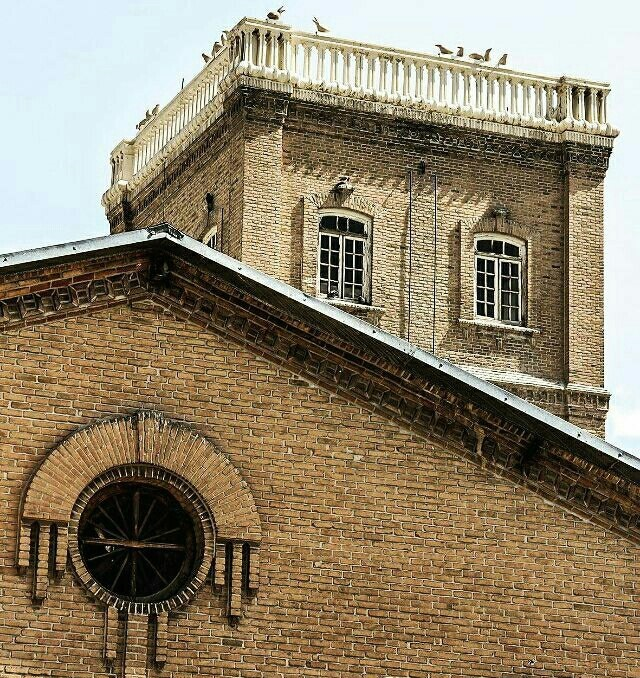